# 广武县 (隋朝)
广武县，中国旧县名。
隋朝开皇四年（584年），置广武县。仁寿元年（601年），改为荥泽县。民国二十年（1931年），荥泽县与河阴县合并为广武县。1941年10月，国军部队在广武县及附近地区与日军展开激战——广武战役。10月21日，日军占领广武县城，次日，中国军队夺回。
第二次国共内战期间，解放军陈（赓）谢（富治）兵团于1948年春攻占洛阳。1948年4月8日，陈谢兵团第四纵队10旅攻占汜水县城，9日攻占荥阳、广武县城。同年，汜水县与广武县合并为成皋县。